# Carlos Daniel Jurado
Carlos Daniel Jurado Román (Paysandú, 11 de junio de 1947-Quetzaltenango, 8 de diciembre de 2023) fue un jugador y entrenador de fútbol uruguayo. Su último trabajo como entrenador fue en el Club Xelajú, de Guatemala.

## Trayectoria
Carlos Jurado jugó en el Paysandú Bella Vista en 1964, Club Atlético Peñarol de su país en 1965. Luego jugó en el Perú en el Porvenir Miraflores en 1966, Atlético Grau en 1967 y 1968, KDT Nacional en 1969 y en Universitario desde 1970, donde fue campeón en 1971.
Culminó su carrera en España jugando en el Real Betis, Español San Vicente y Orihuela Deportiva en 1976.

## Entrenador
Su carrera como entrenador la inició en el fútbol español. En la temporada 1983-84 comenzó entrenando al equipo del municipio alicantino de San Juan de Alicante, el Grupo Cultural Deportivo San Juan de Primera Regional de la Comunidad Valenciana, por aquel entonces dicho club era filial del Hércules. También había dirigido diferentes equipos del fútbol base del Hércules Club de Fútbol. Tras un comienzo de liga irregular del Hércules, en segunda, el club herculano destituyó a Pachín y se hizo cargo del equipo Carlos Jurado. El uruguayo fue una revelación, ya que consiguió el ascenso a primera división, tras dejar al Hércules en tercer puesto por detrás de los filiales Castilla y Bilbao Athletic, los cuales no podían ascender por ser filiales. Jurado comenzó la temporada en primera, pero fue destituido, llegando al club Toni Torres para reconducir la complicada situación clasificatoria del Hércules, que finalmente salvó la categoría en una última jornada de infarto venciendo al Real Madrid en el Bernabéu.
En 2001 emigró a Perú, para dirigir al Cienciano, club con el que se coronó campeón del Torneo Clausura 2001 logrando clasificar para la Copa Libertadores 2002, el primer torneo internacional para el equipo cusqueño. En este certamen aseguró todos los partidos de local, por lo que logró pasar a octavos de final, en los que perdió de local por 1-0 y fue eliminado de la copa al perder de visita ante el América de México por un marcador de 4-1. Fue la mejor actuación del Cienciano hasta ese entonces en una Copa Libertadores.
El 8 de diciembre del 2023, el club Xelajú informó el fallecimiento de Jurado, quien se venía desempeñando como su director deportivo, a causa de un ataque cardíaco.

## Clubes

### Como jugador
| Club                      | País    | Año       |
| ------------------------- | ------- | --------- |
| Paysandú Bella Vista      | Uruguay | 1964-1965 |
| Peñarol                   | Uruguay | 1965-1966 |
| Porvenir Miraflores       | Perú    | 1966      |
| Atlético Grau             | Perú    | 1967-1970 |
| Universitario de Deportes | Perú    | 1970-1971 |
| Real Betis                | España  | 1971-1972 |
| Español de San Vicente    | España  | 1972-1975 |
| Orihuela Deportiva CF     | España  | 1975-1976 |

### Como entrenador
| Club                    | País        | Año       |
| ----------------------- | ----------- | --------- |
| Hércules CF B           | España      | 1976-1978 |
| UD Español San Vicente  | España      | 1978-1981 |
| Hércules CF B           | España      | 1981-1982 |
| GCD San Juan            | España      | 1983      |
| Hércules CF             | España      | 1983-1985 |
| Orihuela Deportiva      | España      | 1985-1986 |
| CD Atlético Marte       | El Salvador | 1986-1987 |
| CD Motagua              | Honduras    | 1988-1989 |
| Torrevieja CF           | España      | 1989-1990 |
| San Agustín             | Perú        | 1992      |
| León de Huánuco         | Perú        | 1993      |
| FC Motagua              | Honduras    | 1995-1996 |
| Lawn Tennis             | Perú        | 1998      |
| Cienciano               | Perú        | 1999-2001 |
| Cienciano               | Perú        | 2005      |
| Deportivo Jalapa        | Guatemala   | 2006      |
| Xelajú MC               | Guatemala   | 2007      |
| Deportivo Jalapa        | Guatemala   | 2007-2008 |
| Alianza FC              | El Salvador | 2008-2009 |
| Tampico Madero FC       | México      | 2009-2010 |
| Deportes Savio          | Honduras    | 2010      |
| FBC Melgar              | Perú        | 2010      |
| Xelajú MC               | Guatemala   | 2011-2012 |
| Cienciano               | Perú        | 2012      |
| Estudiantes de Altamira | México      | 2013      |
| Xelajú MC               | Guatemala   | 2014-2016 |

## Palmarés

### Campeonatos nacionales como jugador
| Título                    | Club          | País | Año  |
| ------------------------- | ------------- | ---- | ---- |
| Primera división del Perú | Universitario | Perú | 1971 |

### Campeonatos nacionales como DT
| Título                                  | Club                   | País      | Año     |
| --------------------------------------- | ---------------------- | --------- | ------- |
| Ascenso a la primera división de España | Hércules CF            | España    | 1983-84 |
| Torneo Clausura                         | Cienciano              | Perú      | 2001    |
| Torneo Apertura                         | Cienciano              | Perú      | 2005    |
| Torneo Clausura                         | Xelajú Mario Camposeco | Guatemala | 2007    |
| Torneo de Copa                          | Xelajú Mario Camposeco | Guatemala | 2010    |